# 失業女王聯盟
《Cart》（韓語：카트，原意：手推車）是在2014年至2015年上映的韓國電影，由廉晶雅、文晶熙、金姈愛、金剛、EXO成員都敬秀（D.O.）與千玗嬉主演。

## 剧情
《Cart》是描述在大型商場中的約聘女員工，被公司無故解雇後，站出來進行反抗的動作，要求與公司進行對話的故事。
某大型超市的非正式員工被無端解僱后直面現狀進而展開罷工、組建工會等一系列故事。「今天我們被解僱了」、「我們沒有過高的期望，只希望能傾聽我們的心聲」等語句傳遞出現實生活中非正式員工的心底之聲。

## 演員陣容
- 廉晶雅：韓善熙
- 文晶熙：李惠美 （港譯：海美）
- 金姈愛：姜順禮
- 金剛：姜東俊代理（特別演出）
- 黃汀旼：玉順
- 千玗嬉：美貞
- 都敬秀（D.O.）：崔泰英 （港譯：泰陽）
- 李承俊：崔課長
- 至祐：尹秀京
- 朴秀英：店長
- 宋智仁：藝琳
- 黃載沅：許民秀
- 金秀安：敏英
- 金希沅：便利商店老闆（特別演出）
- 李廷恩：賣場員工
- 朴慧真：賣場清潔工

## 電影原聲帶
| 年份 | 演唱者 | 專輯名稱        | 歌曲名稱           |
| ---- | ------ | --------------- | ------------------ |
| 2014 | 都敬秀 | 電影《CART》OST | 〈Crying Out吶喊〉 |

## 票房情況

### 2014年
11月14日，據電影振興委員會透露，通過電影院入場券綜合計算系統顯示，《Cart》在首映時即同月13日就動員了100286名觀眾前來觀影，並佔據了票房冠軍。

## 獎項
| 年度 | 大獎                       | 獎項             | 入圍者   | 結果 |
| ---- | -------------------------- | ---------------- | -------- | ---- |
| 2015 | 第15屆 年度女性電影人獎    | 年度女性電影人賞 | 廉晶雅   | 獲獎 |
| 2015 | 第10屆 Max Movie最佳電影賞 | 男子新人賞       | 都敬秀   | 提名 |
| 2015 | 第20屆 春史電影獎          | 女子演技賞       | 廉晶雅   | 提名 |
| 2015 | 第20屆 春史電影獎          | 劇本賞           | 金景燦   | 提名 |
| 2015 | 第9屆 亞洲電影大獎         | 最佳新演員       | 都敬秀   | 提名 |
| 2015 | 第51屆 百想藝術大賞        | 女子最優秀演技賞 | 廉晶雅   | 獲獎 |
| 2015 | 第51屆 百想藝術大賞        | 女子配角賞       | 文晶熙   | 提名 |
| 2015 | 第51屆 百想藝術大賞        | 劇本賞           | 金景燦   | 獲獎 |
| 2015 | 第51屆 百想藝術大賞        | 女子人氣賞       | 廉晶雅   | 提名 |
| 2015 | 韓國導演選擇獎             | 年度製作人賞     | 沈在明   | 獲獎 |
| 2015 | 第24屆釜日電影獎           | 女主角賞         | 廉晶雅   | 提名 |
| 2015 | 第24屆釜日電影獎           | 女配角賞         | 文晶熙   | 獲獎 |
| 2015 | 第24屆釜日電影獎           | 劇本賞           | 金景燦   | 提名 |
| 2015 | 第35屆韓國電影評論家協會獎 | 影評10選         | 影評10選 | 獲獎 |
| 2015 | 第52屆大鐘獎               | 男配角賞         | 都敬秀   | 提名 |
| 2015 | 第52屆大鐘獎               | 女配角賞         | 金姈愛   | 提名 |
| 2015 | 第36屆青龍電影獎           | 女配角賞         | 文晶熙   | 提名 |
| 2015 | 第36屆青龍電影獎           | 劇本賞           | 金景燦   | 提名 |

## 其他

### 2014年
- 9月29日，韓國電影《Cart》首次公開了主預告片，生動地傳遞齣電影中的感動，引起了人們的關注。
- 「Cart」獲邀出席於9月14日閉幕的第39屆多倫多國際電影節，被評價是“我們這個時代所需要的電影”，是“權利被剝奪者的電影”。同時該片也受到了即將於下月（10月）2日舉辦的釜山國際電影節的官方邀請。
- 「Cart」受到了即將於10月30日舉辦的夏威夷國際電影節“Spotlight on Korea（聚焦韓國）”部門的官方邀請，且被選為“ Gala Presentation”作品，受到多方關注。

## 外部連結
- 官方網站
- Daum電影（页面存档备份，存于）

| 台灣 東森電影台 週日晚間九點全台首播 |
| ------------------------------------ |
| 失業女王聯盟 2016.03.20              |